# Michele Delle Donne
Michele Delle Donne (Genzano di Lucania, 4 ottobre 1875 – Roma, 14 marzo 1975) è stato un magistrato e politico italiano.

## Biografia
Di umili origini, pastore di pecore nella fanciullezza, si laurea grazie al sostegno economico di Francesco Saverio Nitti, che gli propone subito dopo di seguirlo nella carriera di docente universitario. Delle Donne rifiuta perché, essendosi nel frattempo sposato, non può attendere disoccupato i lunghi tempi dell'abilitazione all'insegnamento e nel 1901 entra in magistratura. È  stato sostituto procuratore generale presso la Corte di cassazione,  procuratore generale di Corte di appello a Roma e Bari, primo Presidente della Corte di appello dell'Aquila e Roma. Inizia la carriera universitaria nel 1919 come Libero docente in Diritto amministrativo e scienze dell'amministrazione a Roma ed è stato in seguito incaricato di Diritto amministrativo alla Università di Bari e Professore di Diritto civile all'Istituto superiore di scienze economiche e commerciali della stessa città.
Ha presieduto l'Ente di Gestione e Liquidazione Immobiliare, costituito nel 1938 per l'acquisizione, l'amministrazione e la vendita dei beni eccedenti i limiti del patrimonio consentito ai cittadini ebrei.

## Opere
- Michele Delle Donne, Il mio racconto. Da pastorello della Lucania a primo presidente della Corte di Appello di Roma e Senatore del Regno, Stampato in proprio.
- Michele Delle Donne, Saggio critico sul diritto pubblico italiano in rapporto alle attuali tendenze economiche, Torino, Fratelli Bocca Editori, 1917.